# Philipp Ernst Bertram
Philipp Ernst Bertram (1726-1777) fue un jurista, escritor, secretario de Estado y profesor de leyes nacido en el Principado de Anhalt-Zerbst, Alemania.

## Biografía
Bertram nació en Zerbst, Sajonia-Anhalt, en el año de 1726, realizando sus estudios en Halle y Jena, gobernador de los pajes en Weimar en el año 1746, secretario intrínseco, más tarde secretario de Estado en 1753, cargo del que presenta su dimisión en el año 1761, para retirase a Halle como profesor de jurisprudencia y el murió en 13 de octubre de 1777.
Bertram fue un hombre de sólidos conocimientos en derecho, especialmente en derecho feudal (con la aparición del "sistema feudal" en la Edad Media cuando se instauró la fragmentación entre tierras libres, lotes, las alodiales o propiedades libres independientes que habían sido mercadas por alguno mas lo que el rey confería de terrenos sobrantes a algunos para que le proporcionaban el servicio de las armas, origen de los feudos, posterior al de los beneficios, y las que atesoraban alguna tasa, carga), y también consistente sapiencia en historia, escribiendo varias obras en idioma alemán y latín, algunas de las cuales son las siguientes: un ensayo sobre la historia de la erudición; una historia de la casa y principado de Anhalt, posteriormente ducados de Anhalt, que fueron durante algunos siglos en número de cuatro, teniendo en 1793 el acabamiento de la línea de Zerbst, en 1848 la de Köthen, y en 1863 la de Bernbourg, permaneciendo solo la de Anhalt-Dessau que disfrutaban por cédula de 22 de mayo y decreto del 30 de agosto de 1863 bajo el nombre de ducado de Anhalt de todos los señoríos de la familia que se hallaban entre Prusia y el ducado de Brunswick (esta obra fue continuada por el historiador de Alemania Johann Cristoph Krause (1757-1828) quien escribió una historia de Europa en 5 vols., 1789-93); una historia de España junto a Juan Ferreras; una obra de filosofía junto al escritor licencioso, doctor en derecho y abogado en Hague Adrian Berveland (1653-1712) autor de Peccatum originale, London, 1678, De fornicatione cavenda admonitio, Londini, C. Bateman, 1697, y de The law concerning drapped virginity, París, C. Carrington, 1905; una obra de derecho canónico (esta obra completa la obra del jurisconsulto de la ciudad francesa Tolosa nacido en Cahors Antoine Dadin de Hauteserre (1602-1682) quien redactó otras obras como Constitutio Constantini de Episcopali Judicio dirigida contra los enemigos del Catolicismo que querían debilitar la jurisdicción eclesiástica; un tratado que examina el derecho público de AlemaniA Ducibus et Comitibus Galliae Provincialibus; una recopilación de sus obras en 11 tomos en Opera omnia, Neapoli,1777); en una obra del maestro de cámara del señor Francisco Sestini llamado Girolamo Lunadoro, este autor de otra obra Relazione della corte di Roma, Roma, 1824, 2 vols; una respuesta a una obra del consejero íntimo de la Corte de Prusia y profesor de derecho en Halle Johann Tobias Carrach (1702-1775) autor de otras obras como De differeniis iuris romani et germanici in heredis instutione voluntaris>, Halae, F. Grunerti, 1746 y De conflictu theoriae et praexos iuris, Halae, F. Grunerti, 1736.

## Obras
- De rebus singulari titulo relictis, Heidelbergae, 1830.
- De geschichte des hauses und fürstenthums Anhalt, Halle, J.J. Curt, 1780-1782.
- Dissertationum juris canonici libri, 1777.
- Der gegenwärtige Staat des Päbstlichen Hofes,.., Halae, 1771.
- Instrumentum pacis osnabrugensis, Halae, S.G. Lehmanni, 1770.
- Allgemeine historie von Spanien...., Halle, 1769.
- De genuino sensu ac valore constitutionis Fridereici I, 1765.
- Entwurf einer Geschichte der Gelahrheit, Halle, J.J. Debahuer, 1764.
- Philosophische Untersuchung..., Francfurt und Leipzig, 1746.
- Otras